# Sucre vanillé

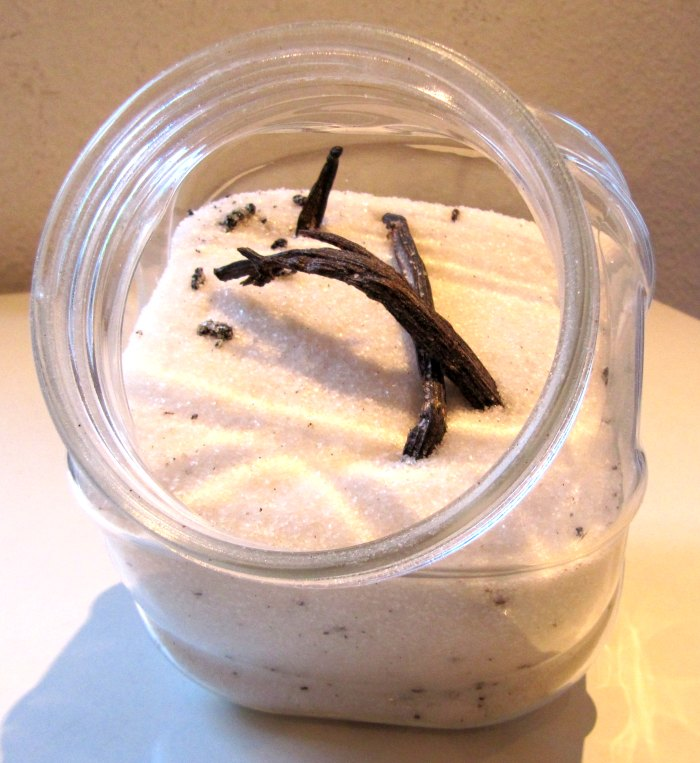
sucré vanillé obtenu en plongeant des gousses de vanille entière dans du sucre

Le sucre vanillé est un ingrédient couramment utilisé en pâtisserie dans bon nombre de recette tels que les crèmes brulés ou les cookies.
Il est composé de sucre et de gousses de vanille ou de sucre mélangé à de l'extrait de vanille, voire de vanilline, dans ce dernier cas l'appellation « sucre vanilliné » est plus correcte.
Il est généralement conditionné sous forme de petit sachet de 8 à 11 grammes.

## Valeurs nutritionnelles (pour 100g)[1]
| Calories | protéines | Glucides | Lipides |
| -------- | --------- | -------- | ------- |
| 389 kcal | 0g        | 99,3 g   | 0,7 g   |